# Michel De Meyer
Michel De Meyer (Lokeren, 6 mei 1952 – Dendermonde, 10 maart 2023) was een Belgisch weerman bij de Vlaamse openbare omroep in de jaren 90 van de twintigste eeuw. Hij behoorde tot de tweede lichting die de legendarische weerman Armand Pien moest vervangen na diens pensioen in 1990.
De Meyer presenteerde jarenlang afwisselend met zijn collega's het weerbericht op de televisie van de openbare omroep: eerst nog de BRT en daarna de BRTN, de twee voorlopers van de huidige VRT.
De Meyer was ook actief als meteoman voor de ballonvaart en steunde hij Gordon Bennett-vaarten van Belgische teams.
In 1997 stopte hij als weerman op de televisie, maar hij bleef nog jarenlang een weerpraatje verzorgen op Radio2 en de lokale tv-zender Kanaal 3. Ook daarna bleef hij actief met het weer bezig bij het KMI.
Michel De Meyer overleed op 10 maart 2023 aan de gevolgen van een slepende ziekte.